# El nudo
El nudo es una serie de televisión española de thriller y drama romántico producida por Diagonal TV para Atresmedia Televisión, protagonizada por Natalia Verbeke, Cristina Plazas, Miquel Fernández y Oriol Tarrasón. La serie, escrita por Nuria Bueno, José Ángel Lavilla, Nico Romero y Nacho Pérez de la Paz y con Bueno como coordinadora de guion, es la adaptación española de la telenovela argentina Amar después de amar, que fue escrita por Erika Halvorsen y Gonzalo Demaría. Aunque en un principio fue desarrollada, producida y anunciada para su emisión en Antena 3, a finales de julio de 2019 Atresmedia anunció por sorpresa que la serie sería estrenada en exclusiva en su renovada plataforma Atresplayer Premium como una de las primeras series exclusivas de la plataforma. Fue preestrenada el 4 de septiembre de 2019 en el FesTVal. El capítulo final de la serie se emitió el 16 de febrero dando por finalizada la misma.

## Trama
Daniel, hijo único de una familia adinerada e influyente dedicada a la educación, ha sufrido un accidente de coche y es ingresado con urgencia en el hospital, todavía vivo pero en muy mal estado. A la espera de noticias, su madre, Miriam, y su esposa, Rebeca, empiezan a llamar a sus conocidos para informar de la situación, incluyendo a Sergio, el marido de la mejor amiga de Rebeca, Cristina. Las vidas de Rebeca, Sergio y Cristina se comienzan a tambalear cuando se descubre que en el coche también iba una mujer desconocida que, justo antes del accidente, se estaba yendo sin dejar rastro. La historia de la serie está desarrollada en dos tiempos: en el pasado, donde se narra una historia de amor prohibido entre las dos parejas que tiene mucho que ver con el accidente; y en el presente, donde se inicia una investigación en  torno al accidente.

## Reparto
- Natalia Verbeke – Cristina Arias
- Cristina Plazas – Rebeca Santana Dorado
- Miquel Fernández – Sergio
- Oriol Tarrasón – Daniel Becker Leyva
- Luisa Gavasa – Miriam Leyva
- Enrique Villén – Godoy
- Berta Galo – Mía Becker Santana
- Ástrid Janer – Lola
- Marcos Ruiz – Nico
- Javier Morgade – Fede Becker Santana
- Armando del Río – Javier
- Pep Antón Muñoz – Alberto Becker
- Mariona Tena – Joanna
- Rafa Ortiz – Andrés Becker
- Ángel Ruiz – Elio de Arco
- Eva Rufo – Nerea Goitia
- Silvia Maya – Cynthia Santana Dorado

## Temporadas y episodios
| Temporada | Temporada | Episodios | Estreno             | Final               | Audiencia media | Audiencia media | Audiencia media   |
| Temporada | Temporada | Episodios | Estreno             | Final               | Espectadores    | Cuota           | Lineal + diferido |
| --------- | --------- | --------- | ------------------- | ------------------- | --------------- | --------------- | ----------------- |
|           | 1         | 13        | 21 de enero de 2021 | 25 de marzo de 2021 | 966.000         | 8,5%            | 1.204.000         |

### Temporada 1
| N.º (serie) | N.º (temp.) | Título            | Dirección            | Guion                               | Fecha de Estreno en Atresplayer | Fecha de Estreno en Antena 3 | Audiencia         |
| ----------- | ----------- | ----------------- | -------------------- | ----------------------------------- | ------------------------------- | ---------------------------- | ----------------- |
| 1           | 1           | «Veritas Solve»   | Jordi Frades         | Nuria Bueno                         | 24 de noviembre de 2019         | 21 de enero de 2021          | 1 641 000 (11,5%) |
| 2           | 2           | «¿Quién eras?»    | Jordi Frades         | Nuria Bueno                         | 1 de diciembre de 2019          | 28 de enero de 2021          | 1 278 000 (9,7%)  |
| 3           | 3           | «Hambre»          | Salvador García Ruiz | Nuria Bueno y José Ángel Lavilla    | 8 de diciembre de 2019          | 4 de febrero de 2021         | 1 093 000 (8,2%)  |
| 4           | 4           | «Herencia»        | Kiko Ruiz Claverol   | Nuria Bueno y Nacho Pérez de la Paz | 15 de diciembre de 2019         | 11 de febrero de 2021        | 1 034 000 (7,5%)  |
| 5           | 5           | «Despedida»       | Jordi Frades         | Nuria Bueno y Nico Romero           | 22 de diciembre de 2019         | 18 de febrero de 2021        | 1 045 000 (8,0%)  |
| 6           | 6           | «Mentira»         | Kiko Ruiz Claverol   | José Ángel Lavilla                  | 29 de diciembre de 2019         | 25 de febrero de 2021        | 881 000 (7,2%)    |
| 7           | 7           | «Peligro»         | Kiko Ruiz Claverol   | Nuria Bueno y Nacho Pérez de la Paz | 5 de enero de 2020              | 25 de febrero de 2021        | 641 000 (8,9%)    |
| 8           | 8           | «Sospecha»        | Jordi Frades         | Nuria Bueno y Nico Romero           | 12 de enero de 2020             | 4 de marzo de 2021           | 947 000 (7,7%)    |
| 9           | 9           | «Confianza»       | Salvador García Ruiz | José Ángel Lavilla                  | 19 de enero de 2020             | 4 de marzo de 2021           | 670 000 (9,4%)    |
| 10          | 10          | «Amor»            | Kiko Ruiz Claverol   | Nico Romero                         | 26 de enero de 2020             | 11 de marzo de 2021          | 883 000 (7,5%)    |
| 11          | 11          | «Miedo»           | Jordi Frades         | Nuria Bueno                         | 2 de febrero de 2020            | 11 de marzo de 2021          | 584 000 (9,6%)    |
| 12          | 12          | «Verdad»          | Kiko Ruiz Claverol   | José Ángel Lavilla y Nico Romero    | 9 de febrero de 2020            | 18 de marzo de 2021          | 976 000 (7,8%)    |
| 13          | 13          | «¿Veritas Solve?» | Kiko Ruiz Claverol   | Nuria Bueno                         | 16 de febrero de 2020           | 25 de marzo de 2021          | 884 000 (7,0%)    |

## Producción
El 4 de abril de 2019 se anunció que una nueva serie de thriller, El nudo, estaba en desarrollo en Atresmedia y Diagonal TV, y se confirmó el nombre de Oriol Tarrasón entre los protagonistas. Pocos días después, se anunció que Natalia Verbeke y Luisa Gavasa también protagonizarían la serie, y luego se anunció que Miquel Fernández y Cristina Plazas también formarían parte del reparto principal. El rodaje de la serie comenzó el 28 de mayo de 2019 y ha tenido lugar en distintas localidades de la Comunidad de Madrid, principalmente el campus de Colmenarejo de la Universidad Carlos III de Madrid como la ficticia Universidad Rafael Bécquer.

## Lanzamiento
Originalmente la serie estaba en producción para Antena 3, pero a finales de julio de 2019, Atresmedia anunció por sorpresa que sería estrenada en exclusiva en la renovada Atresplayer Premium, siendo una de las primeras series exclusivas de la plataforma junto a otra serie original de Atresmedia, Veneno, y a la serie estadounidense de Hulu Cuatro bodas y un funeral. En agosto de 2019 se anunció que la serie se preestrenará en el FesTVal el 4 de septiembre de 2019. Se estrenó en Atresplayer Premium el 24 de noviembre de 2019 y en Antena 3 el 21 de enero de 2021.